# アーティゾン美術館

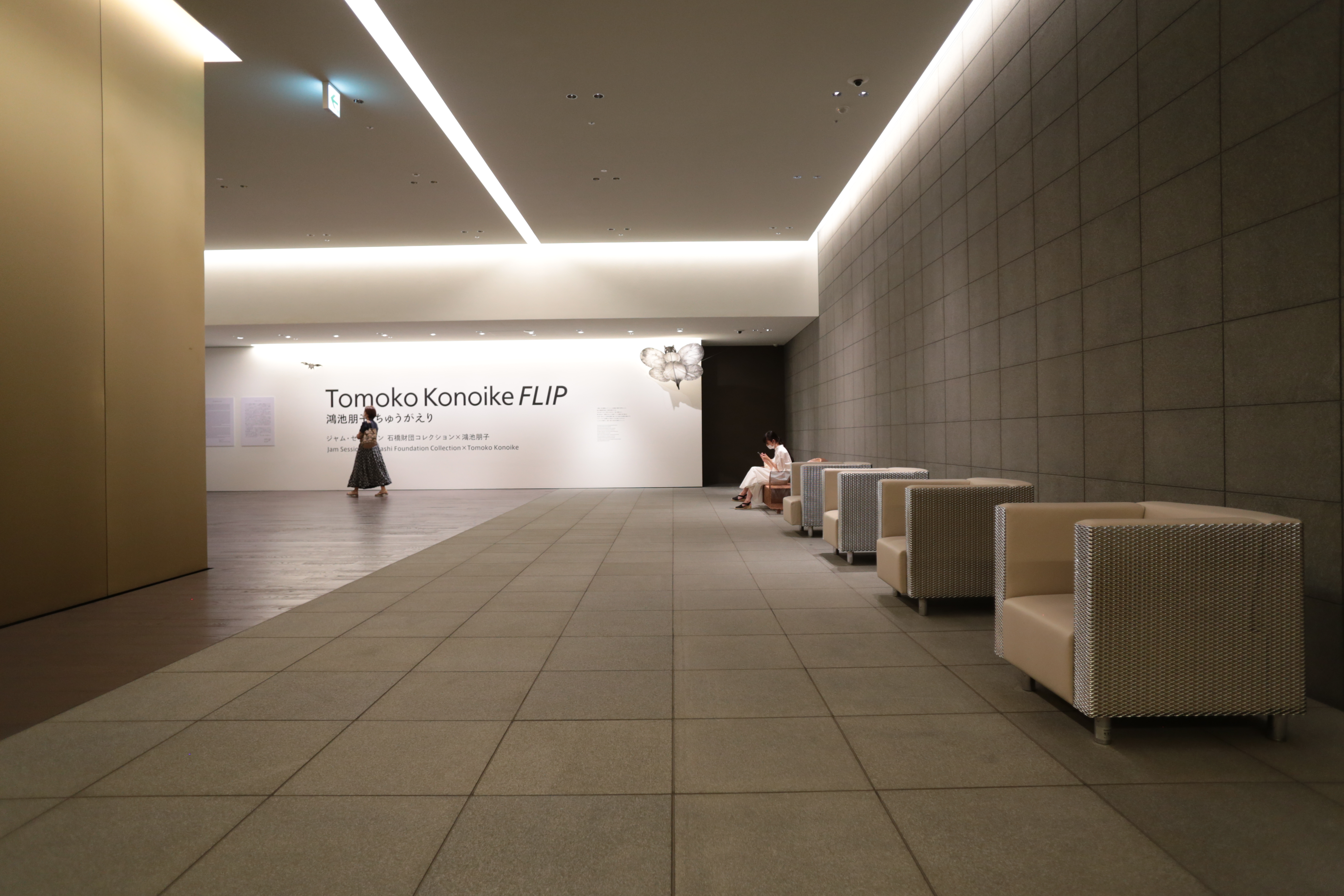
アーティゾン美術館の6F展示室入り口

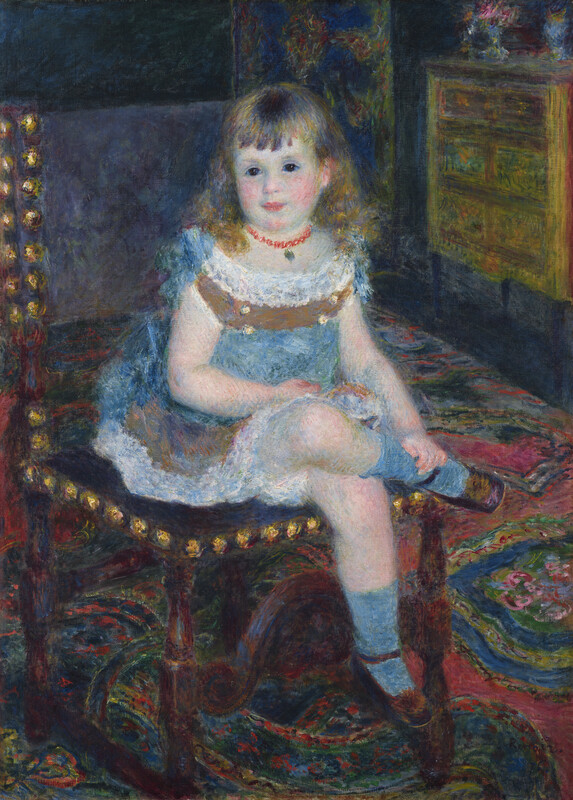
ルノワール『すわるジョルジェット・シャルパンティエ嬢』1876年

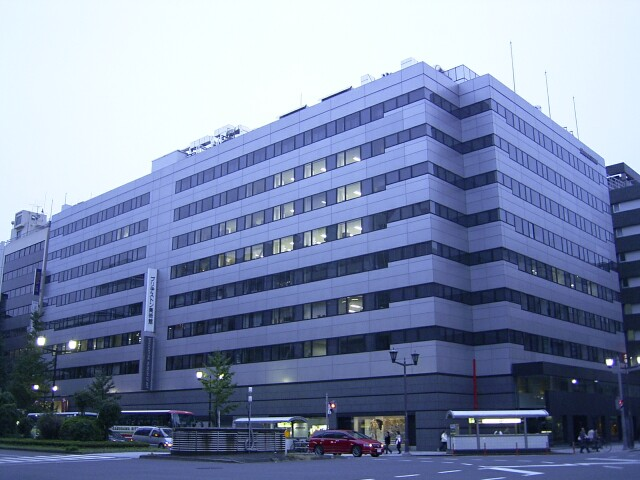
旧美術館外観

アーティゾン美術館（アーティゾンびじゅつかん、英: Artizon Museum）は、東京都中央区京橋にある私立美術館。公益財団法人石橋財団が運営している。
2019年7月1日にブリヂストン美術館 (ブリヂストンびじゅつかん、英: Bridgestone Museum of Art）から改称し、2020年1月18日にミュージアムタワー京橋内で新たにオープンした。従来の西洋美術、日本近代絵画に加えて、再開後は古美術品や現代美術なども幅広く収蔵・展示する施設とする。Artizonはart（美術）とhorizon（地平）を合わせた造語。

## 概要
現在の株式会社ブリヂストンの創業者である実業家石橋正二郎の収集した美術品を展示するため、1952年、東京・京橋に新築されたブリヂストン本社ビル（永坂産業京橋1丁目ビル）内に「ビルの中に美術館」を開設する先駆けとして開館した。石橋は昭和初め頃から日本の近代絵画の収集を始め、西洋美術の収集に本格的に乗り出したのは第二次大戦後のことであった。石橋は、戦前に既に日本にもたらされていた西洋美術のコレクションを、戦後まとまった形で入手し、美術館開館までのわずか数年間に日本有数の西洋美術コレクションを形成した。なお、『中央区史』はブリヂストン美術館の開館の経緯について「石橋正二郎が多年にわたって蒐集愛蔵していた内外の美術品を、一般美術愛好家に公開し、美術鑑賞の機会とひいては日本文化の向上のために貢献させたいという趣旨に基いて開館したもの」と紹介している。
石橋正二郎は美術館の開館後も収集を継続した。1956年には財団法人石橋財団が設立され、1961年には美術品も財団へ移管された。同じ1956年、郷里の福岡県久留米市には石橋美術館を中核施設とする石橋文化センターが寄贈された。なお、石橋財団は2016年9月をもって石橋美術館の運営を久留米市に返還し、同美術館は2016年10月から久留米市美術館として再出発した。石橋財団が所有し、石橋美術館で展示してきた国宝・重要文化財を含む美術品は全て、石橋財団アートリサーチセンター（東京都町田市）で一括管理されることとなった。
館では1999年にリニューアルを行い、内装を一新した。印象派絵画の展示室は、従来の無機質な空間ではなく、床に絨毯を敷き、壁は色付きとして、19世紀当時、絵画が鑑賞されていた時代の雰囲気を出していた。
2015年5月18日からビルの建替えに伴い長期休館。2019年7月1日から館名をアーティゾン美術館に変更し、翌2020年1月18日、竣工したミュージアムタワー京橋の1 - 6階部分に入り再開館した。

## 開館時間
- 来場にあたっては、Webサイトからの日時指定予約（事前申し込み）制。
- 開館時間 10:00 - 18:00
- 休館日は毎週月曜日（国民の祝日や休日の場合は開館し、火曜日以降の最初の平日）

## 主な収蔵品
- レンブラント・ファン・レイン『聖書あるいは物語に取材した夜の情景』1626-28年
- カミーユ・コロー『ヴィル・ダヴレー』1835-40年
- オノレ・ドーミエ『山中のドン・キホーテ』1850年頃
- ギュスターヴ・クールベ『雪の中を駆ける鹿』1856-57年頃
- エドガー・ドガ『レオポール・ルヴェールの肖像』1874年頃
- ピエール＝オーギュスト・ルノワール『すわるジョルジェット・シャルパンティエ嬢』1876年
- カミーユ・ピサロ『菜園』1878年
- エドゥアール・マネ『自画像』1878-79年
- アルフレッド・シスレー『サン=マメス、六月の朝』1884年
- フィンセント・ファン・ゴッホ『モンマルトルの風車』1886年
- ポール・ゴーギャン『乾草』1889年
- ギュスターヴ・モロー『化粧』1885年-1890年
- ポール・セザンヌ『サント＝ヴィクトワール山とシャトー・ノワール』1904-06年
- モーリス・ド・ヴラマンク『運河船』1905-06年
- クロード・モネ『黄昏、ヴェネツィア』1908年
- アメデオ・モディリアーニ『若い農夫』1918年頃
- モーリス・ドニ『バッカス祭』1820年
- ジョルジュ・ルオー『郊外のキリスト』1920-24年
- パブロ・ピカソ『腕を組んですわるサルタンバンク』1923年
- パウル・クレー『島』1932年
- アンリ・マティス『青い胴着の女』1935年
- 藤島武二『黒扇』（重要文化財）1908-09年
- 山下新太郎『読書』1908年
- 藤田嗣治『猫のいる静物』1939-40年
- 小出楢重『帽子をかぶった自画像』1924年
- 中村彝『自画像』1909年
- 佐伯祐三『テラスの広告』1927年
- 関根正二『子供』1919年

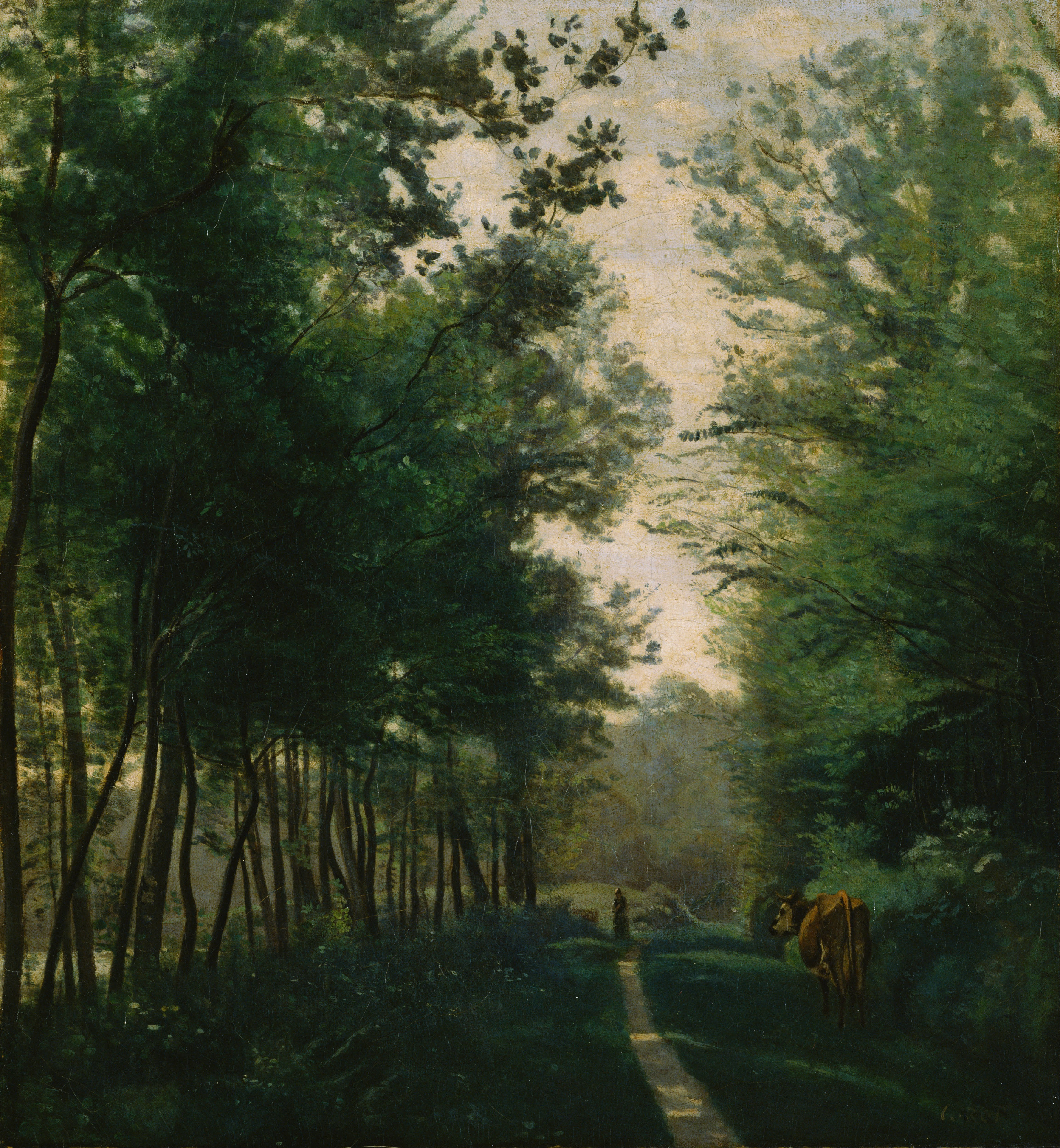
カミーユ・コロー『ヴィル・ダヴレー』1835 - 40年
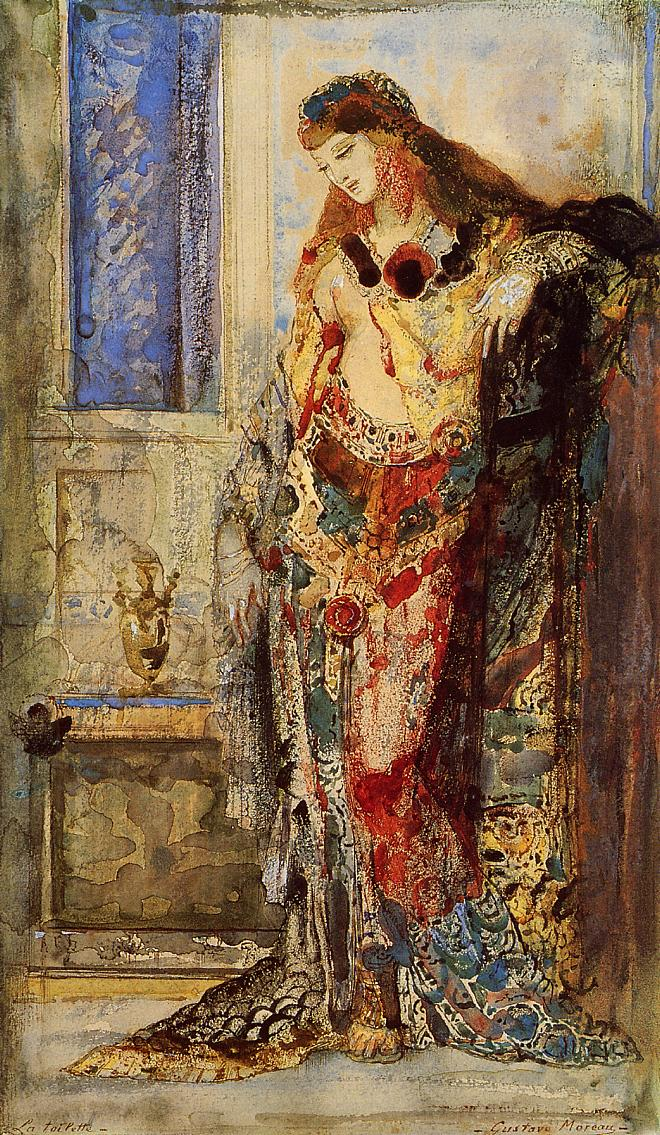
モロー『化粧』1885 - 90年頃
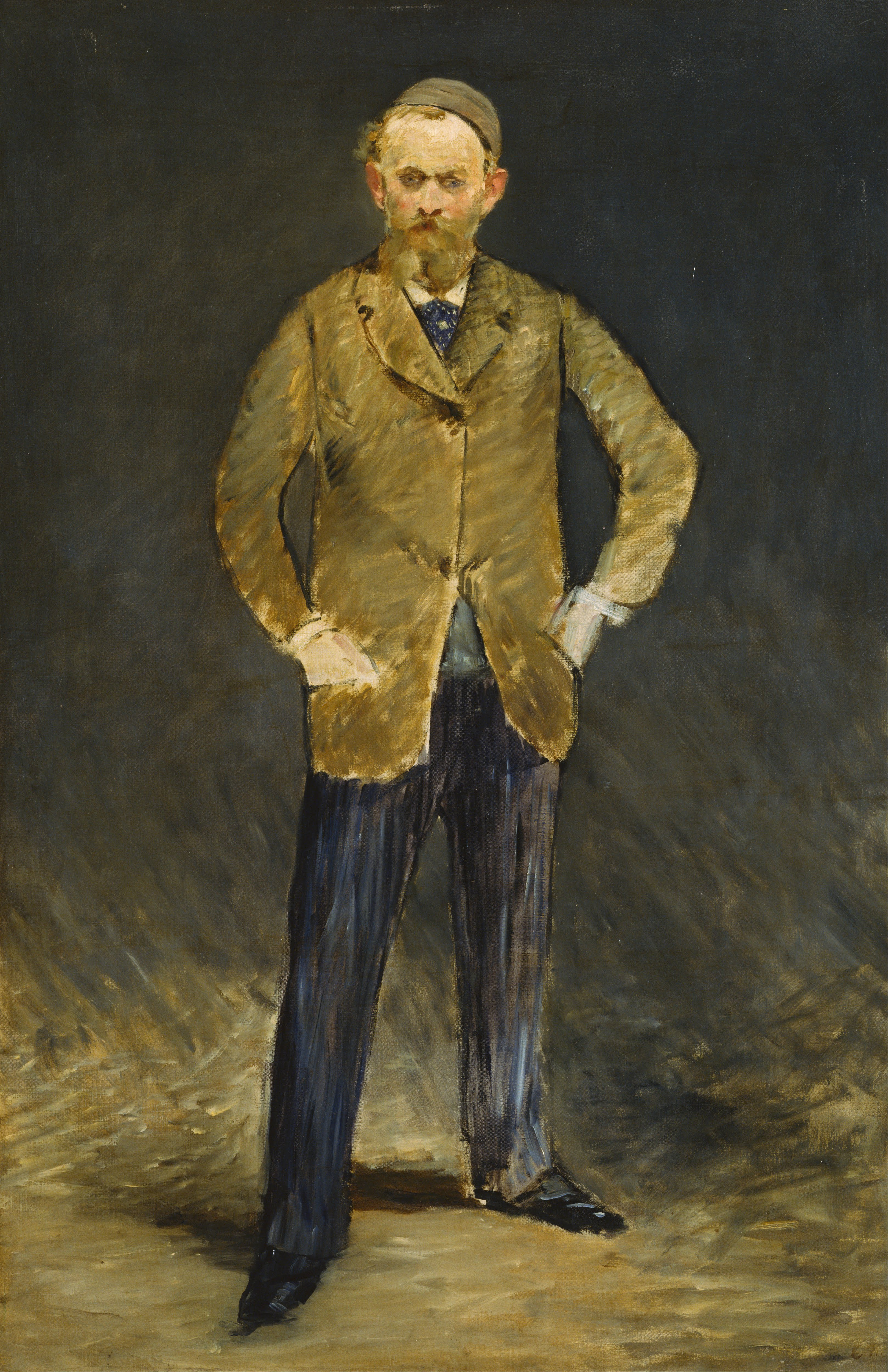
エドゥアール・マネ『自画像』1878 - 79年
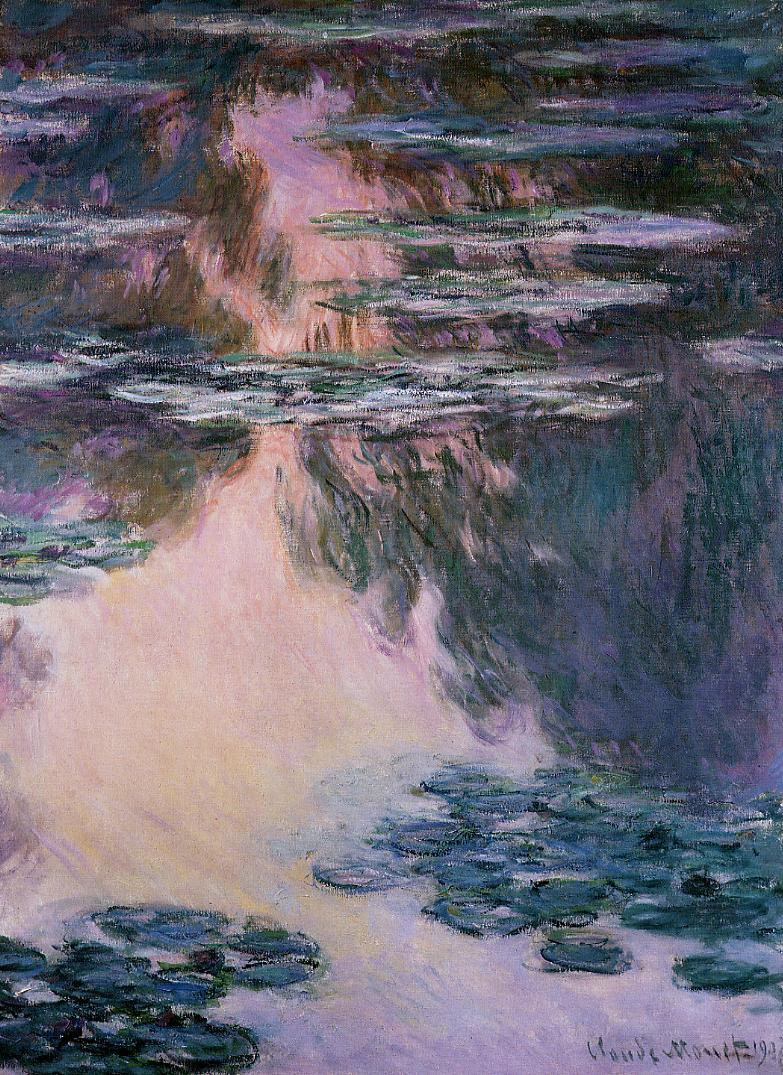
モネ『睡蓮の池』1907年
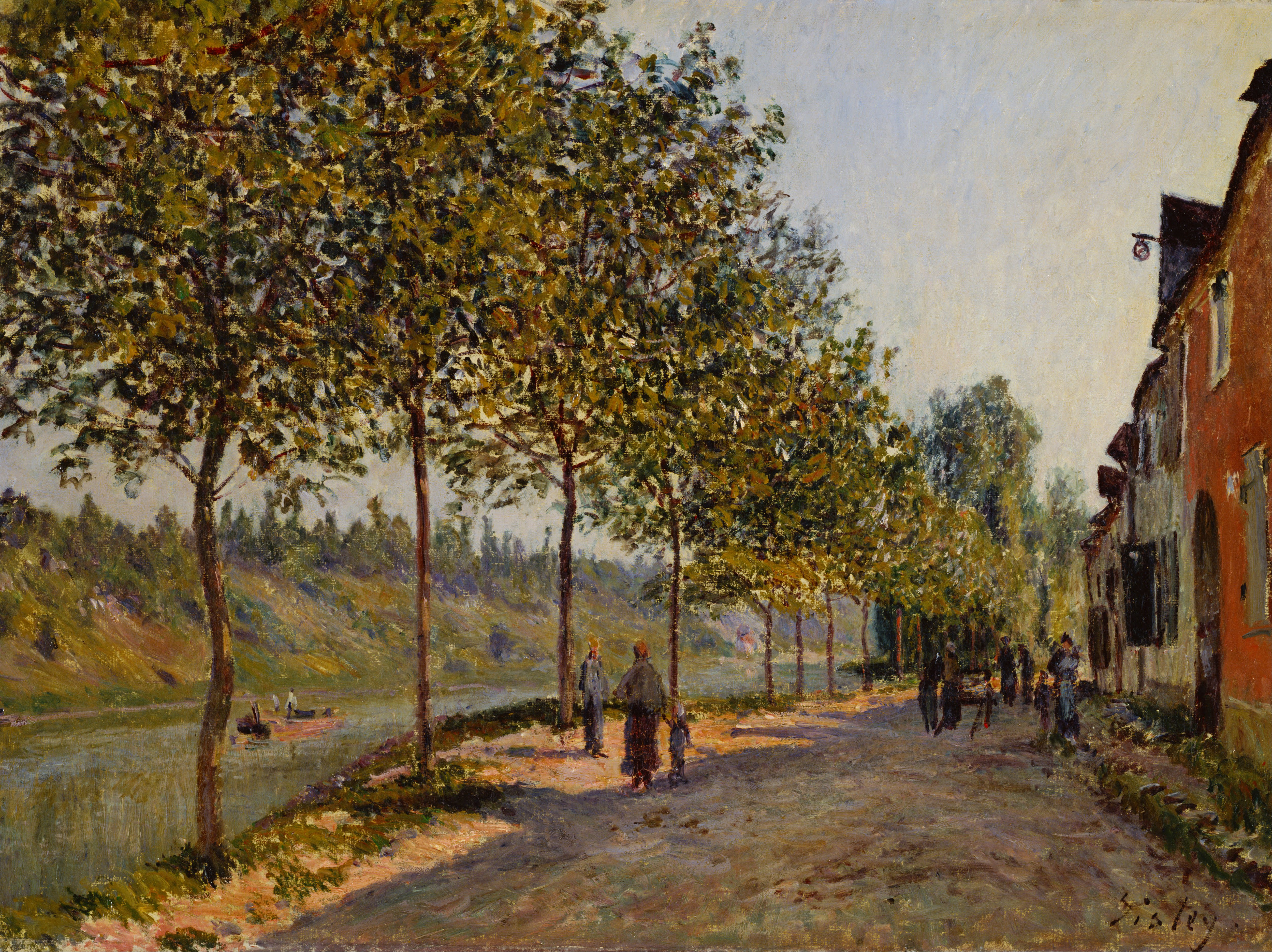
アルフレッド・シスレー『サン＝マメス、六月の朝』1884年
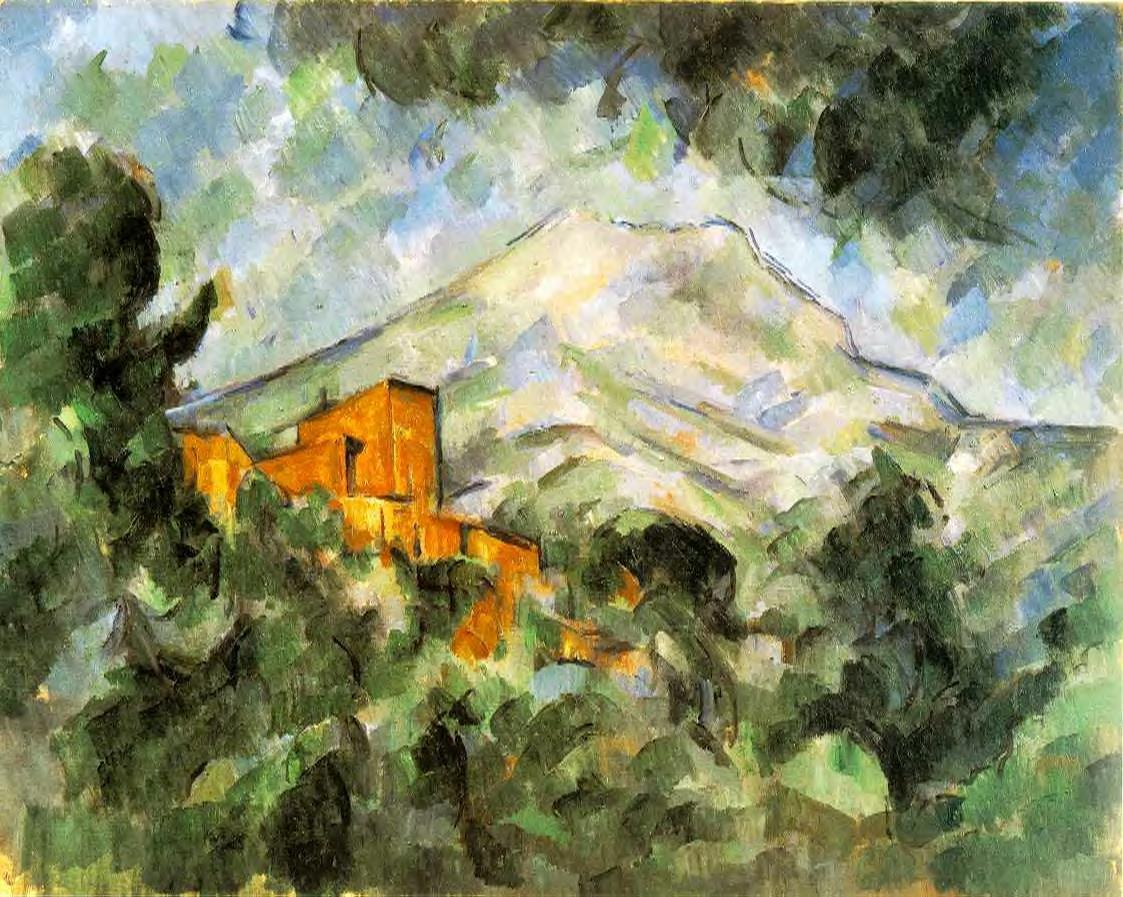
セザンヌ『サント＝ヴィクトワール山とシャトー･ノワール』1904 - 06年頃
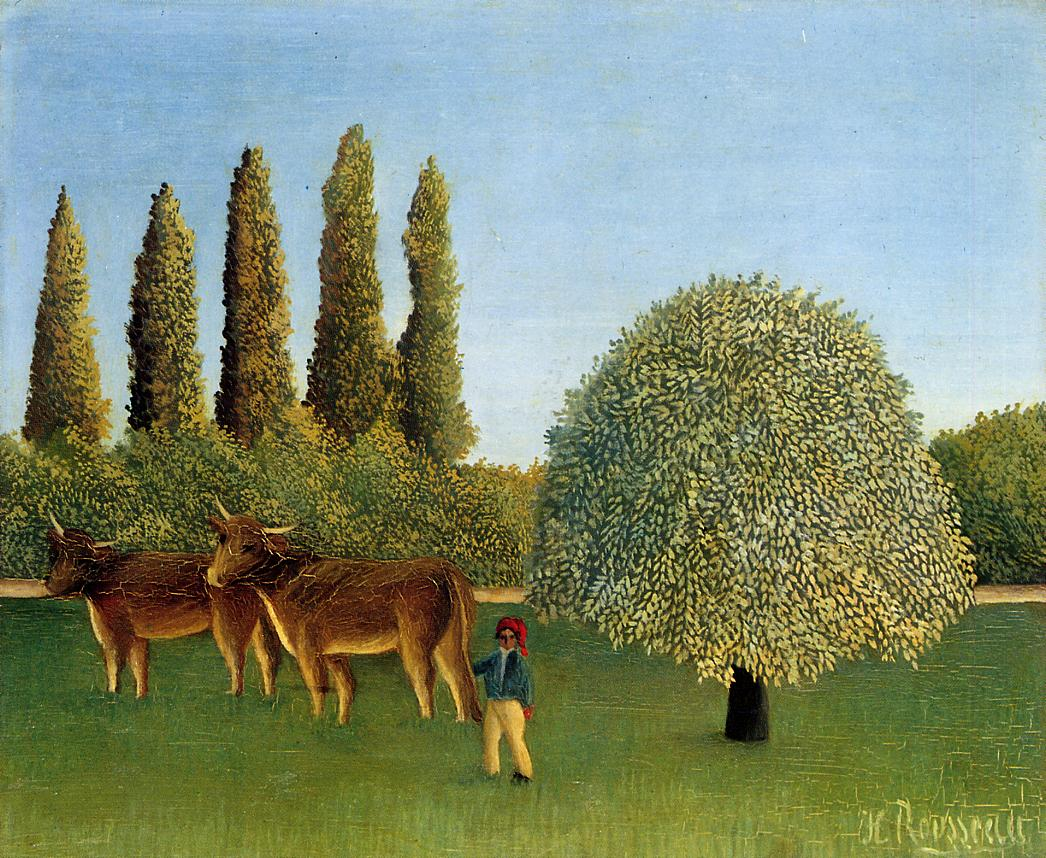
アンリ･ルソー『牧場』1910年
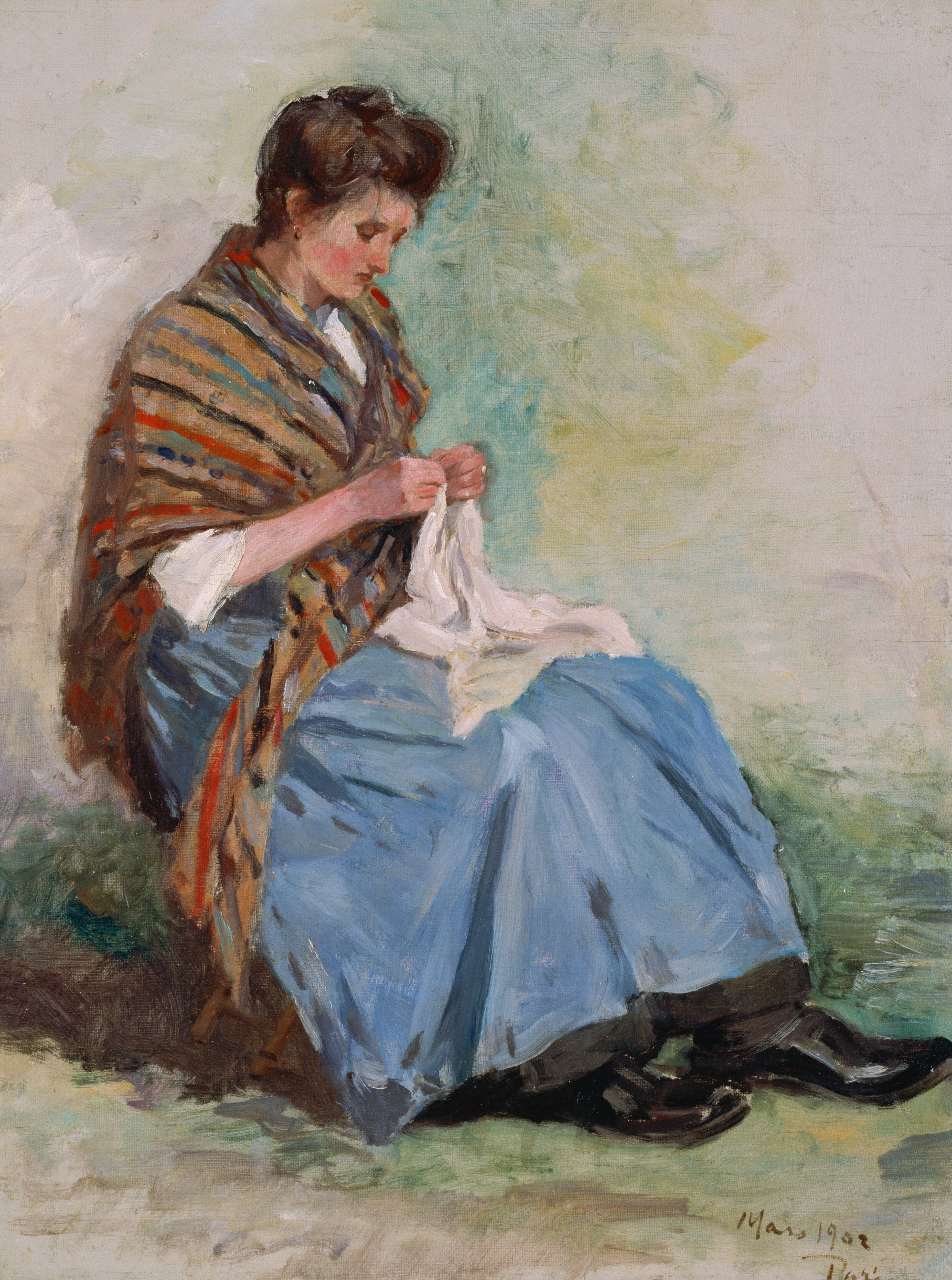
浅井忠『縫物』1902年
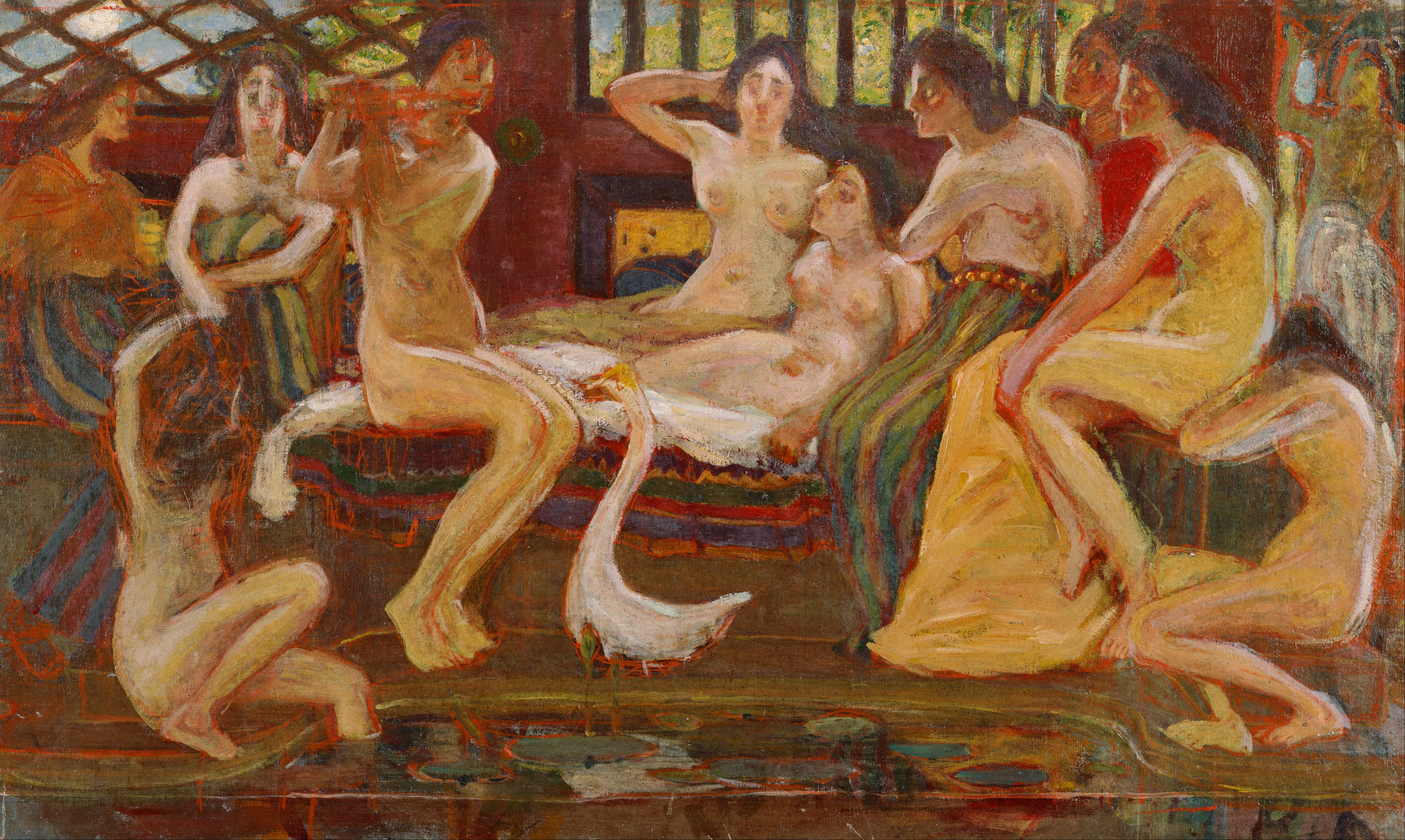
青木繁『天平時代』1904年
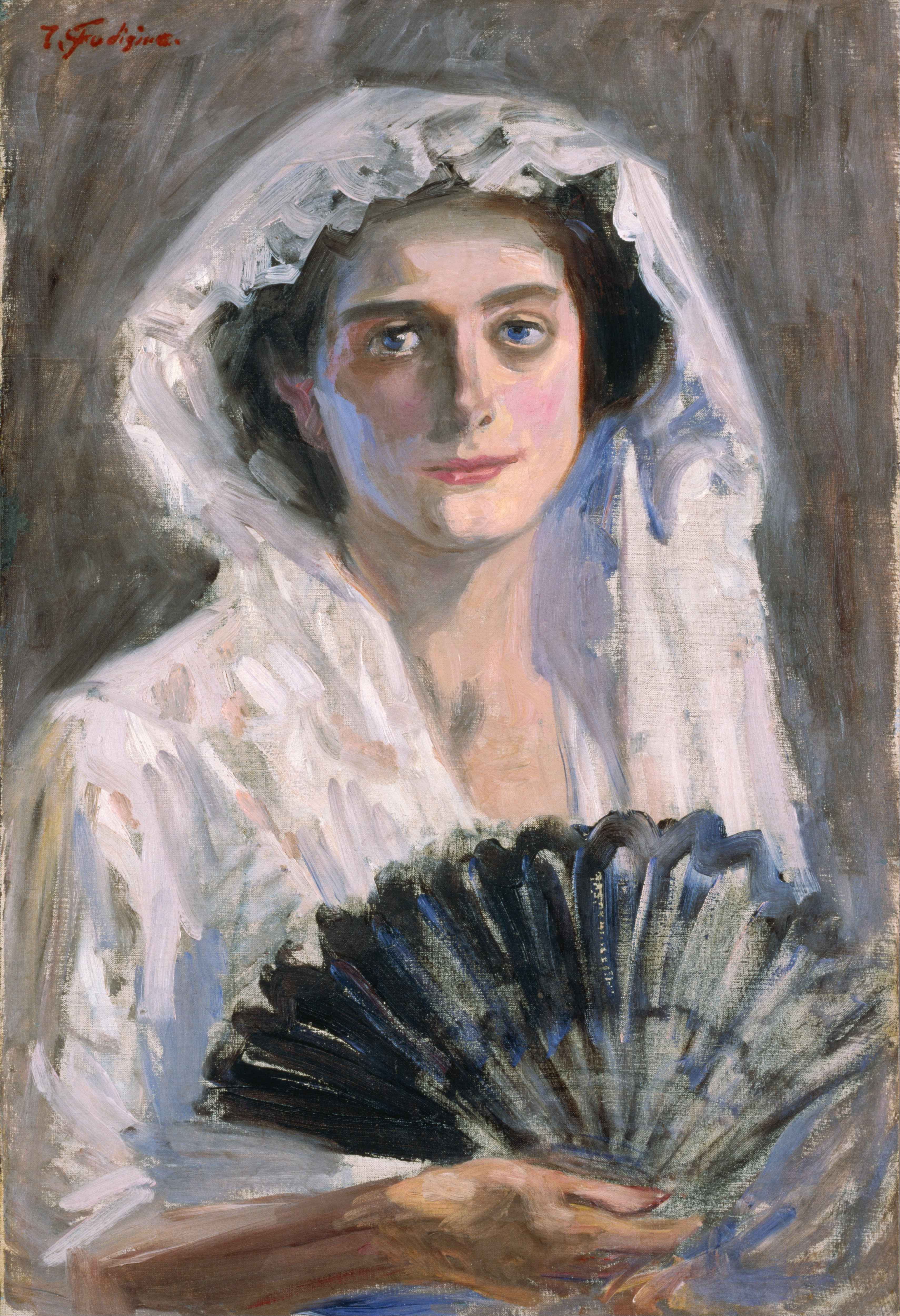
藤島武二『黒扇』（重要文化財）1908 - 09年
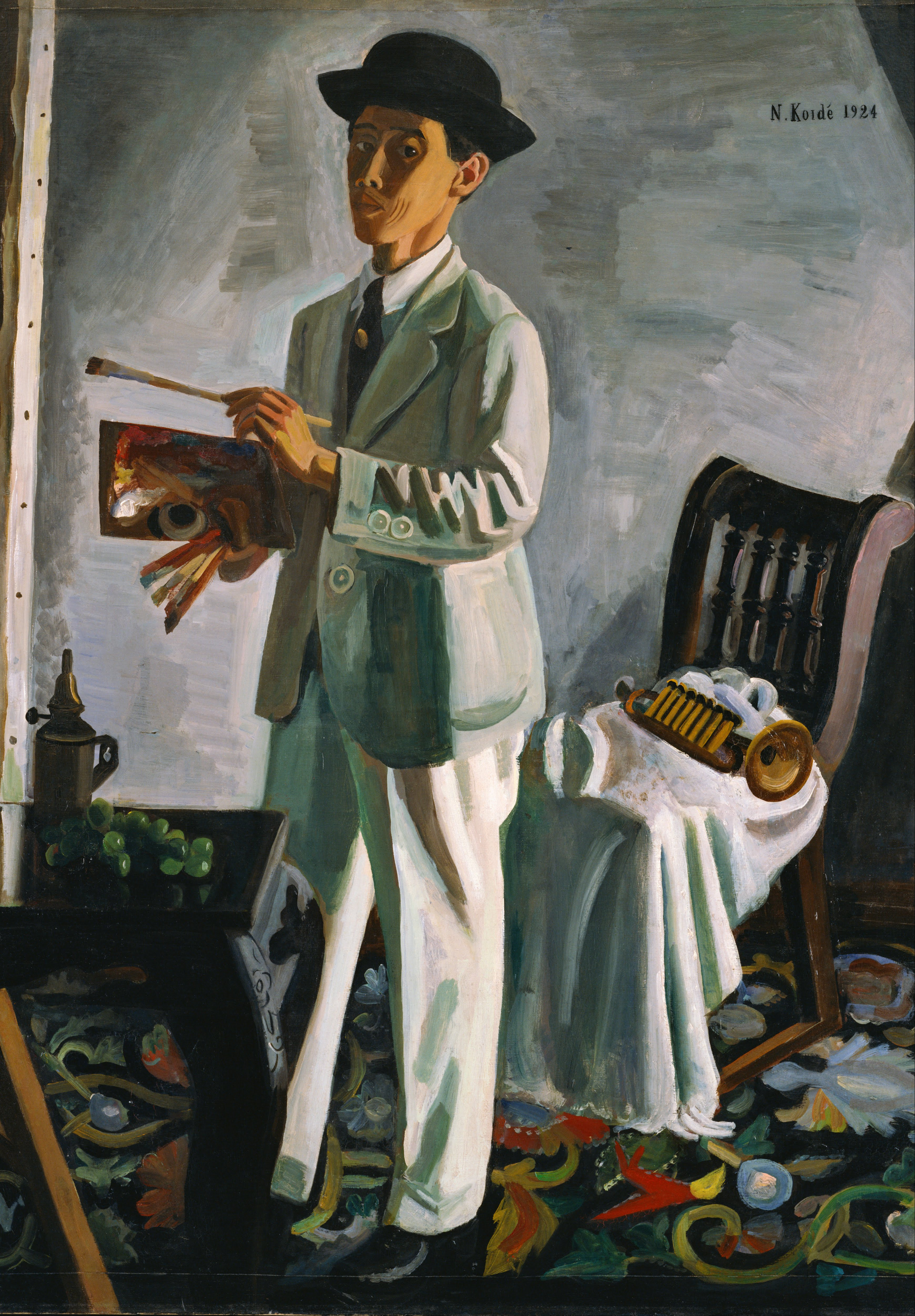
小出楢重『帽子をかぶった自画像』1924年
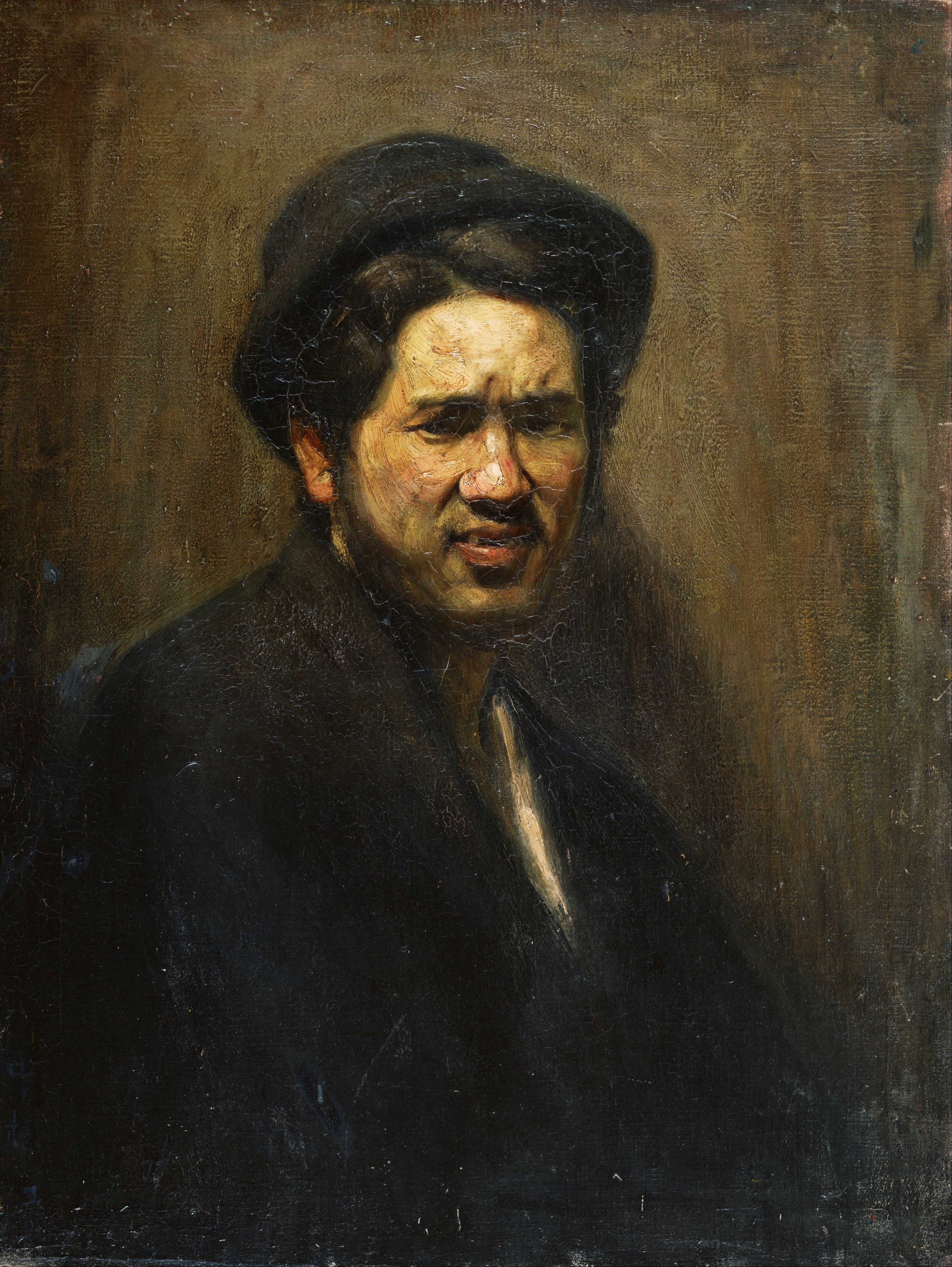
中村彝『自画像』1909年
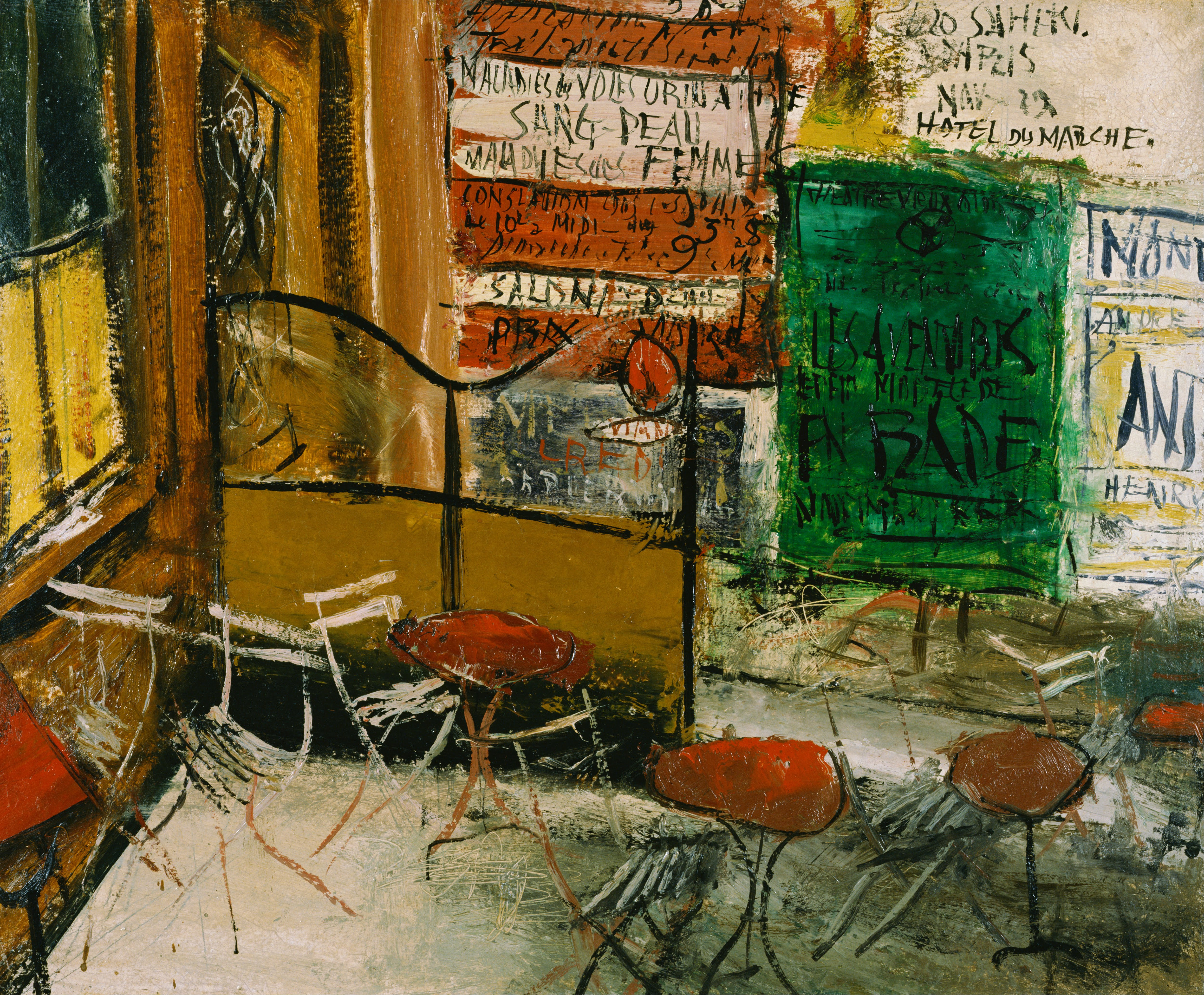
佐伯祐三『テラスの広告』1927年
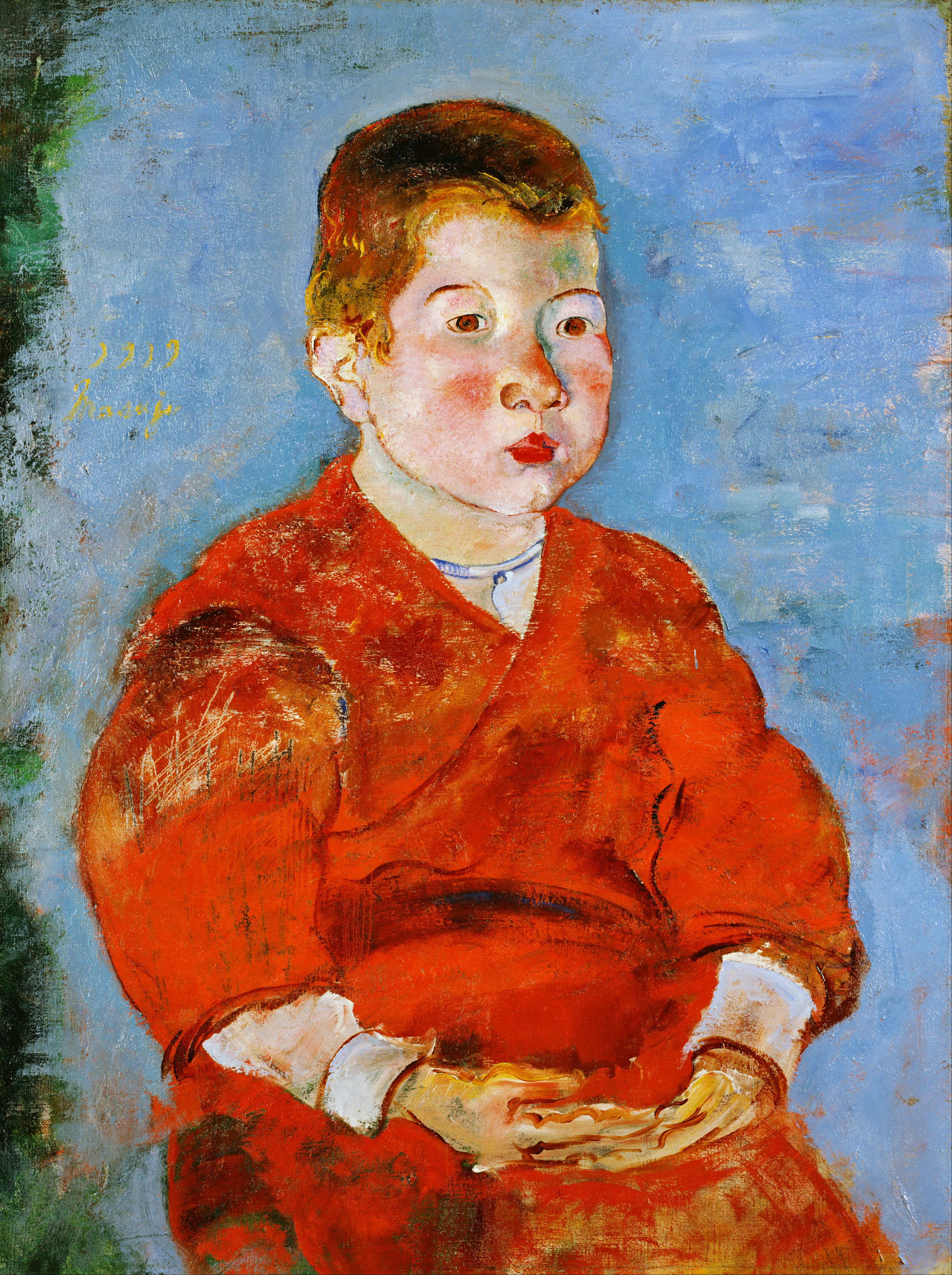
関根正二『子供』1919年

## 主な収蔵品（旧石橋美術館保管分）

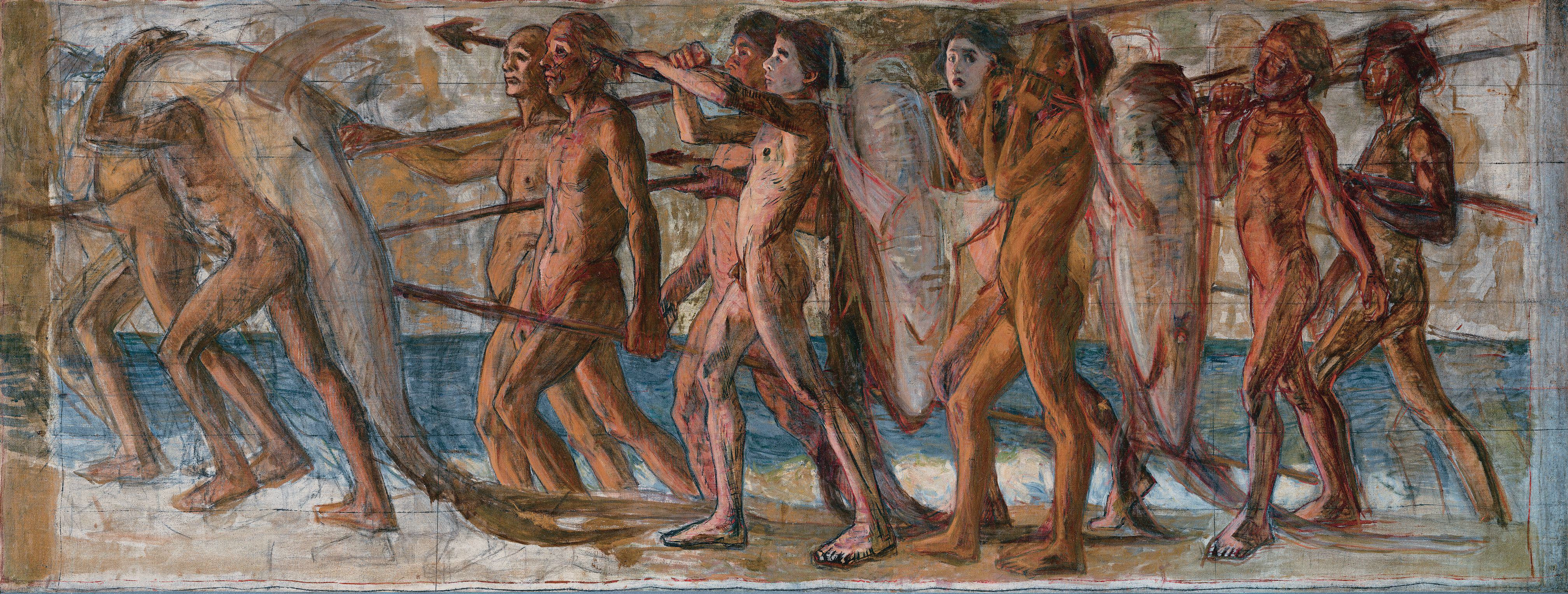
青木繁 『海の幸』

- 禅機図断簡（丹霞焼仏図）因陀羅筆 1幅 紙本墨画 中国・元時代（国宝）福岡藩黒田家伝来
- 雪舟「四季山水図」4幅 絹本墨画淡彩 15世紀（重要文化財）福岡藩黒田家伝来で、正二郎が黒田家から直接譲り受けた
- 円山応挙「竹に狗子・波に鴨図」（襖絵）8面 紙本墨画淡彩 18世紀
- 黒田清輝「針仕事」（1890年）
- 藤島武二「天平の面影」(1902年)（重要文化財）、「チョチャラ」（1908 - 09年）
- 青木繁「海の幸」(1904年)（重要文化財）、「大穴牟知命」（1905年）、「わだつみのいろこの宮」（1907年）（重要文化財）
- 佐伯祐三「コルドヌリ」(1925年)
- 古賀春江「鳥籠」（1929年）
- 坂本繁二郎「放牧三馬」(1932年)
- 『古今和歌集』巻第一断簡（高野切第一種）（重要文化財）福岡藩黒田家伝来
- 青磁鉄斑文瓶（飛青磁花瓶）中国・元時代（重要文化財）福岡藩黒田家伝来

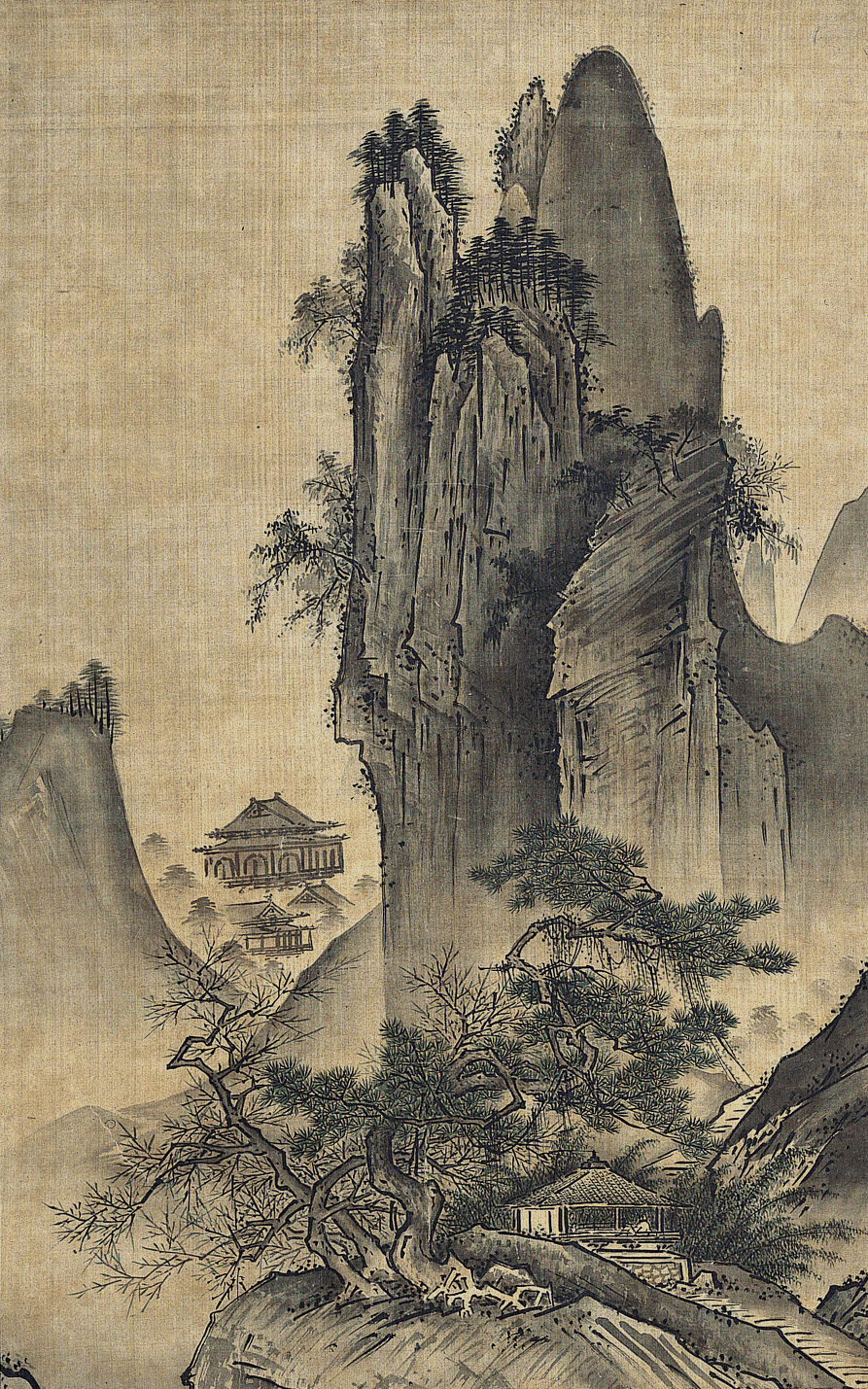
雪舟 四季山水図（春景）
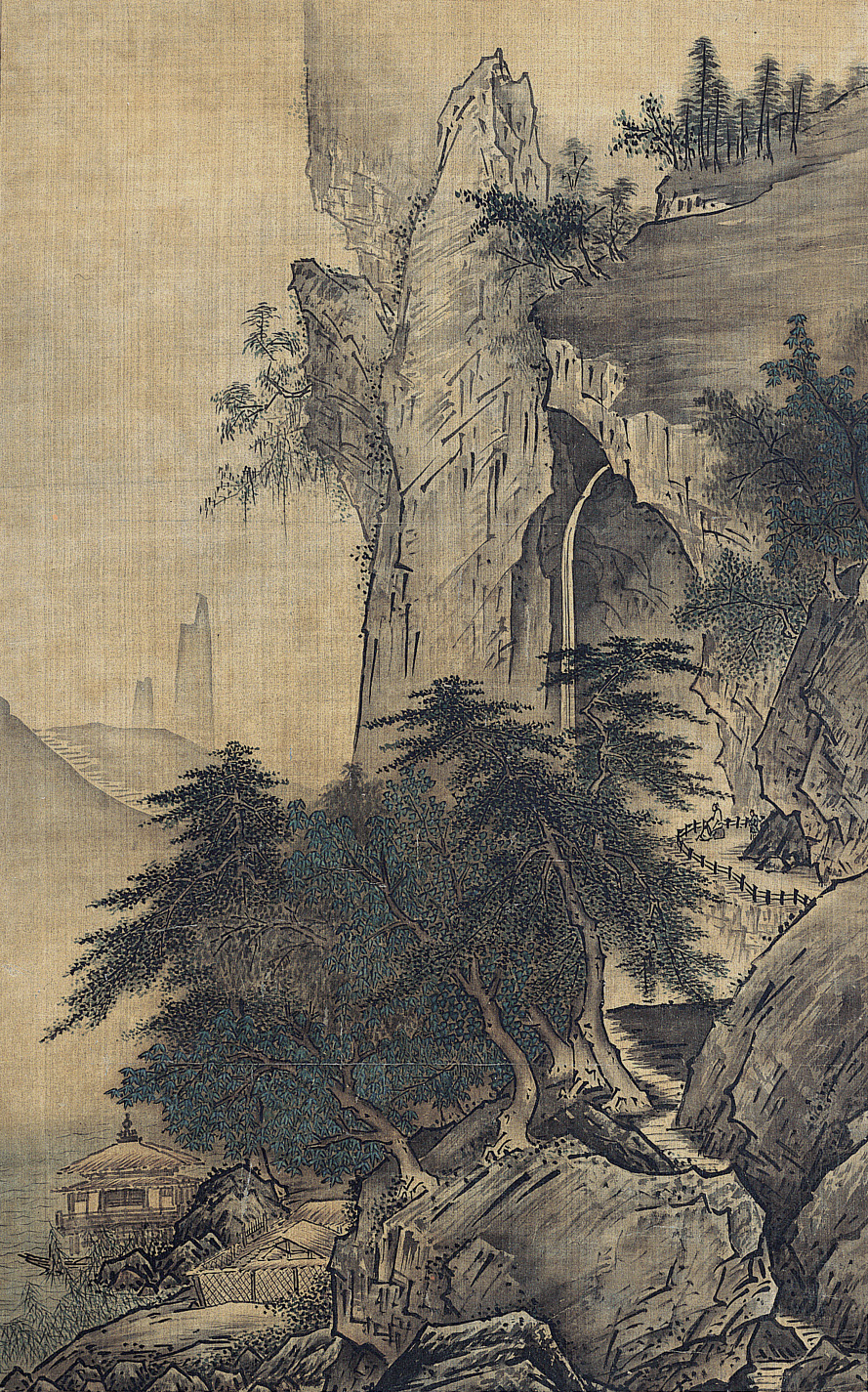
雪舟 四季山水図（夏景）
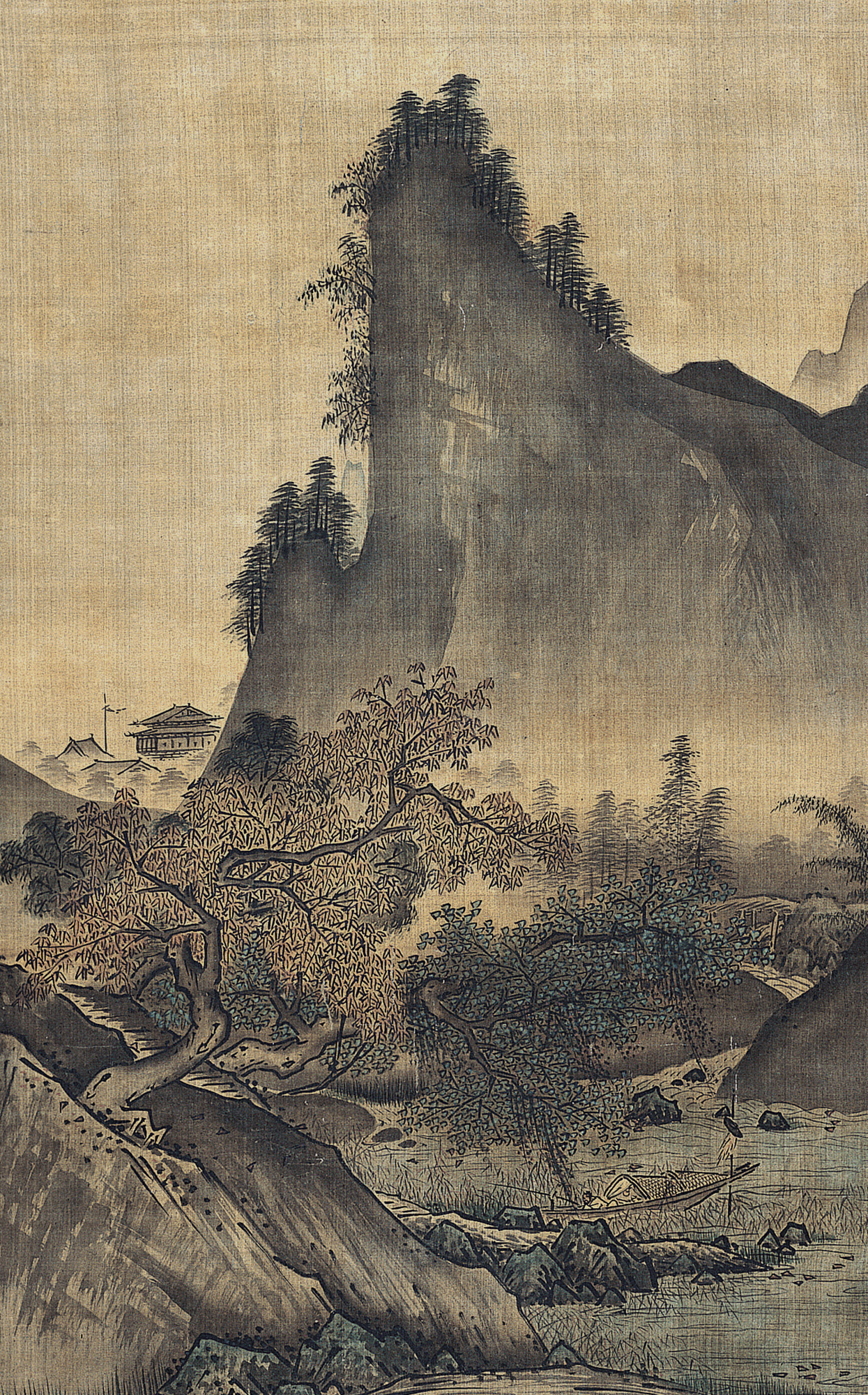
雪舟 四季山水図（秋景）
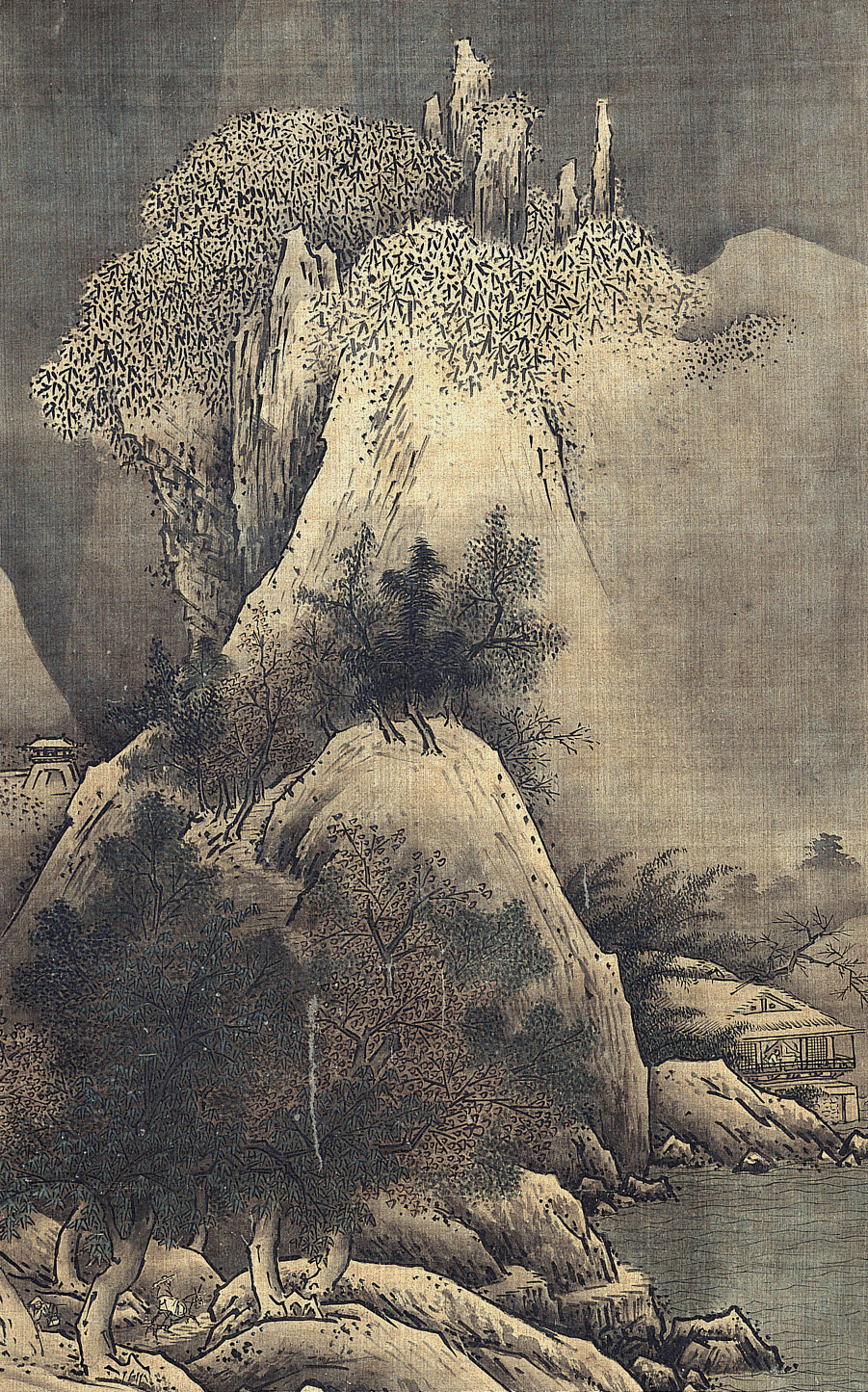
雪舟 四季山水図（冬景）
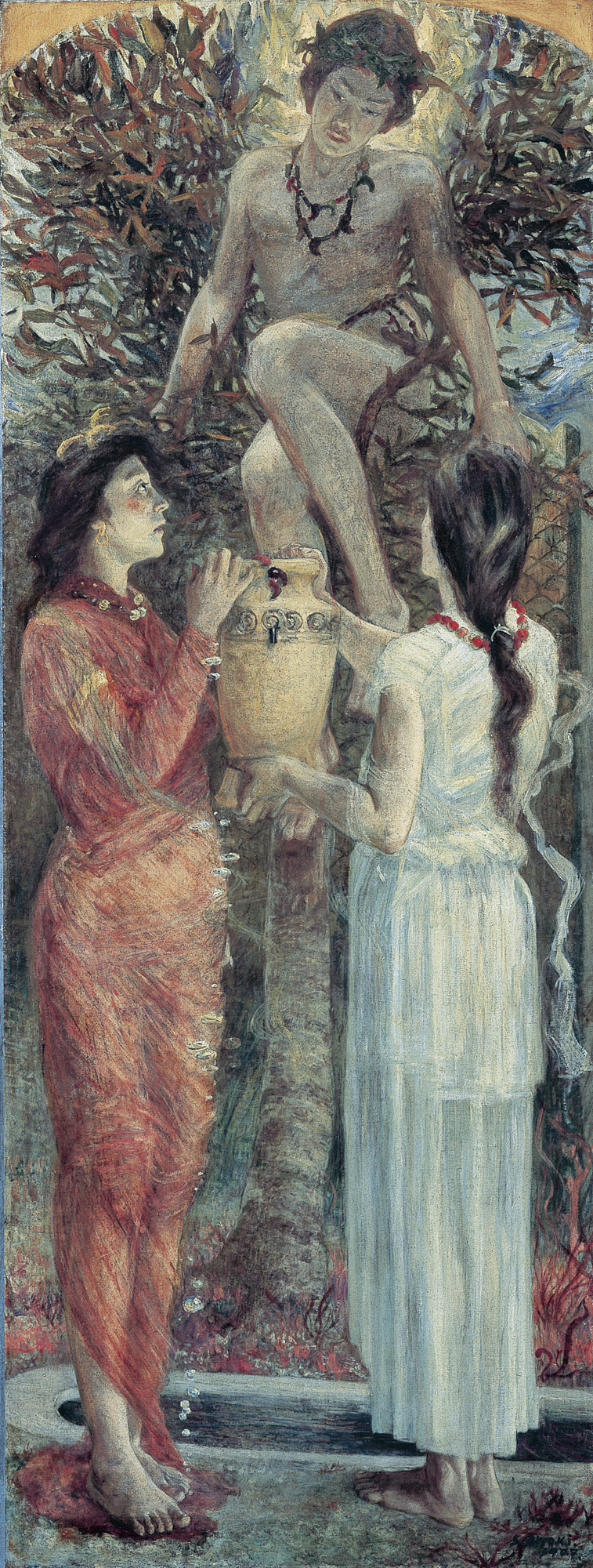
青木繁『わだつみのいろこの宮』

### 関連出版
- 林 洋海『印象派とタイヤ王　石橋正二郎のブリヂストン美術館』現代書館、2022